# Us Three
Us Three – drugi album studyjny amerykańskiego pianisty jazzowego Horace’a Parlana, wydany z numerem katalogowym BLP 4037 w 1960 roku przez Blue Note Records.

## Powstanie
Materiał na płytę został zarejestrowany 20 kwietnia 1960 roku przez Rudy'ego Van Geldera w należącym do niego studiu (Van Gelder Studio) w Englewood Cliffs w stanie New Jersey. Produkcją płyty zajął się Alfred Lion.

## Lista utworów
Opracowano na podstawie materiału źródłowego.
Wydanie LP
Strona A
| Nr | Tytuł utworu              | Muzyka                      | Długość |
| -- | ------------------------- | --------------------------- | ------- |
| 1. | „Us Three”                | Horace Parlan               | 4:33    |
| 2. | „I Want to Be Loved”      | Savannah Churchill          | 4:50    |
| 3. | „Come Rain or Come Shine” | Harold Arlen, Johnny Mercer | 6:25    |
| 4. | „Wadin’”                  | Horace Parlan               | 5:52    |
|    |                           |                             | 21:40   |

Strona B
| Nr | Tytuł utworu          | Muzyka                       | Długość |
| -- | --------------------- | ---------------------------- | ------- |
| 1. | „The Lady Is a Tramp” | Richard Rodgers, Lorenz Hart | 7:08    |
| 2. | „Walkin’”             | Richard Carpenter            | 7:06    |
| 3. | „Return Engagement”   | Horace Parlan                | 4:50    |
|    |                       |                              | 19:04   |

## Twórcy
Opracowano na podstawie materiału źródłowego.
Muzycy:
- Horace Parlan — fortepian
- George Tucker — kontrabas
- Al Harewood – perkusja

Produkcja:
- Alfred Lion – produkcja muzyczna
- Rudy Van Gelder – inżynieria dźwięku
- Reid Miles – projekt okładki
- Nat Hentoff – liner notes
- Michael Cuscuna – produkcja muzyczna (reedycja z 1997)